# 源師忠
源師忠（1054年－1114年），為日本平安時代後期的公卿、歌人。出身村上源氏，是從一位右大臣源師房的第四子。官至正二位大納言。被當時稱之為「壬生大納言」或「澤大納言」。
其家族乃是臣籍降下後被賜予源朝臣姓而來，其曾祖父即日本第62代天皇村上天皇，祖父則是村上天皇第七皇子具平親王。
源師忠亦為當時的歌人，在《新古今和歌集》中的《勅撰和歌集》有收錄其作品3首，其中他尤其擅長和琴演奏。

## 家庭
- 父：源師房
- 母：藤原頼宗之女
- 正妻：橘俊綱之女
  - 男子：源師親（1083?-1111）[1]
  - 女子：輔仁親王的正室[2]
- 妻：源俊長之女
  - 男子：源師隆（1075-1134）
- 妻：藤原良綱之女
  - 男子：源師長
- 妻：源政長之女[3]
  - 男子：寛遍（1100-1166）
- 生母不明
  - 女子：染殿
  - 女子：源師時正室
- 養子女
  - 男子：源師俊（1080-1142） - 實際為源俊房之子